# Serie A (2004/2005)
Serie A 2004/2005 – 103. edycja najwyższej w hierarchii klasy mistrzostw Włoch w piłce nożnej, organizowanych przez Lega Nazionale, które odbyły się od 11 września 2004 do 29 maja 2005. Mistrzem został Juventus, zdobywając swój 28.tytuł, ale w związku z Aferą Calciopoli, skandalem, który dotknął włoską piłkę nożną w 2006 roku, Juventusowi Turyn odebrano mistrzostwo, a tytuł mistrza pozostał nieprzydzielony.

## Organizacja
Liczba uczestników została zwiększona z 18 do 20 drużyn. Palermo, Cagliari, Livorno, Messina, Atalanta i Fiorentina awansowali z Serie B. Rozgrywki składały się z meczów, które odbyły się systemem kołowym u siebie i na wyjeździe, w sumie 38 rund: 3 punkty przyznano za zwycięstwo i po jednym punkcie w przypadku remisu, z możliwą dogrywką, rozstrzygać sytuacje ex aequo w końcowej klasyfikacji. Zwycięzca rozgrywek ligowych otrzymywał tytuł mistrza Włoch. Trzy ostatnie drużyny spadało bezpośrednio do Serie B.

## Drużyny
| Uczestnicy poprzedniej edycji                                                                                 | Uczestnicy poprzedniej edycji | Uczestnicy poprzedniej edycji | Uczestnicy poprzedniej edycji |
| --- | ----------------------------- | ----------------------------- | ----------------------------- |
| MIL | Milan                         | 1                             |                               |
| ROM | Roma                          | 2                             |                               |
| JUV | Juventus                      | 3                             |                               |
| INT | Inter Mediolan                | 4                             |                               |
| PAR | Parma                         | 5                             |                               |
| LAZ | Lazio                         | 6                             |                               |
| UDI | Udinese                       | 7                             |                               |
| SAM | Sampdoria                     | 8                             |                               |
| CHV | Chievo Verona                 | 9                             |                               |
| LCE | Lecce                         | 10                            |                               |
| BRE | Brescia                       | 11                            |                               |
| BOL | Bologna                       | 12                            |                               |
| REG | Reggina                       | 13                            |                               |
| SIE | Siena                         | 14                            |                               |
| Spadek z poprzedniej edycji                                                                                   |                               |                               |                               |
| MOD | Modena                        | 16                            |                               |
| EMP | Empoli                        | 17                            |                               |
| ANC | Ancona                        | 18                            |                               |
| po barażach                                                                                                   |                               |                               |                               |
| PER | Perugia                       | 15                            |                               |
| Awans z Serie B 2003/2004                                                                                     |                               |                               |                               |
| PAL | Palermo                       | 1                             |                               |
| CAG | Cagliari                      | 2                             |                               |
| LIV | Livorno                       | 3                             |                               |
| MES | Messina                       | 4                             |                               |
| ATA | Atalanta                      | 5                             |                               |
| po barażach                                                                                                   |                               |                               |                               |
| FIO | Fiorentina                    | 6                             |                               |
| Oznaczenia: - kolumna pierwsza – skróty nazw drużyn, - kolumna trzecia – miejsce zajęte w poprzednim sezonie. |                               |                               |                               |

## Tabela
| Lp. | Drużyna        | M  | Z  | R  | P  | B+ | B- | +/– | Pkt | Kwalifikacja lub spadek                     |
| --- | -------------- | -- | -- | -- | -- | -- | -- | --- | --- | ------------------------------------------- |
| 1   | Juventus       | 38 | 26 | 8  | 4  | 67 | 27 | +40 | 86  | Kwalifikacja do Ligi Mistrzów               |
| 2   | Milan          | 38 | 23 | 10 | 5  | 63 | 28 | +35 | 79  | Kwalifikacja do Ligi Mistrzów               |
| 3   | Inter Mediolan | 38 | 18 | 18 | 2  | 65 | 37 | +28 | 72  | Kwalifikacja do Ligi Mistrzów               |
| 4   | Udinese        | 38 | 17 | 11 | 10 | 56 | 40 | +16 | 62  | Kwalifikacja do Ligi Mistrzów               |
| 5   | Sampdoria      | 38 | 17 | 10 | 11 | 42 | 29 | +13 | 61  | Kwalifikacja do Pucharu UEFA                |
| 6   | Palermo        | 38 | 12 | 17 | 9  | 48 | 44 | +4  | 53  | Kwalifikacja do Pucharu UEFA                |
| 7   | Messina        | 38 | 12 | 12 | 14 | 44 | 52 | −8  | 48  |                                             |
| 8   | Roma           | 38 | 11 | 12 | 15 | 55 | 58 | −3  | 45  | Kwalifikacja do Pucharu UEFA                |
| 9   | Livorno        | 38 | 11 | 12 | 15 | 49 | 60 | −11 | 45  |                                             |
| 10  | Reggina        | 38 | 10 | 14 | 14 | 36 | 45 | −9  | 44  |                                             |
| 11  | Lecce          | 38 | 10 | 14 | 14 | 66 | 73 | −7  | 44  |                                             |
| 12  | Cagliari       | 38 | 10 | 14 | 14 | 51 | 60 | −9  | 44  |                                             |
| 13  | Lazio          | 38 | 11 | 11 | 16 | 48 | 53 | −5  | 44  | Kwalifikacja do rundy III Pucharu Intertoto |
| 14  | Siena          | 38 | 9  | 16 | 13 | 44 | 55 | −11 | 43  |                                             |
| 15  | Chievo Verona  | 38 | 11 | 10 | 17 | 32 | 49 | −17 | 43  |                                             |
| 16  | Fiorentina     | 38 | 9  | 15 | 14 | 42 | 50 | −8  | 42  |                                             |
| 17  | Parma          | 38 | 10 | 12 | 16 | 48 | 65 | −17 | 42  | Baraże o pozostanie                         |
| 18  | Bologna (R)    | 38 | 9  | 15 | 14 | 33 | 36 | −3  | 42  | Spadek do Serie B po barażach               |
| 19  | Brescia (R)    | 38 | 11 | 8  | 19 | 37 | 54 | −17 | 41  | Spadek do Serie B                           |
| 20  | Atalanta (R)   | 38 | 8  | 11 | 19 | 34 | 45 | −11 | 35  | Spadek do Serie B                           |

1. ↑  Juventus został pozbawiony tytułu 14 lipca 2006 roku w związku z Aferą Calciopoli.
2. ↑  Roma zakwalifikowała się do Pucharu UEFA jako finalista Pucharu Włoch: zwycięzca Inter Mediolan zakwalifikował się do Ligi Mistrzów.
3. ↑  Lazio zakwalifikował się do Pucharu Intertoto po rezygnacji Messiny i Livorno.

## Wyniki
Drużyny grają ze sobą dwa razy u siebie i na wyjeździe.
| Gospodarz \ Gość | ATA | BOL | BRE | CAG | CHV | FIO | INT | JUV | LAZ | LCE | LIV | MES | MIL | PAL | PAR | REG | ROM | SAM | SIE | UDI |
| ---------------- | --- | --- | --- | --- | --- | --- | --- | --- | --- | --- | --- | --- | --- | --- | --- | --- | --- | --- | --- | --- |
| Atalanta         |     | 2–0 | 0–0 | 2–2 | 3–0 | 1–0 | 2–3 | 1–2 | 1–1 | 2–2 | 1–0 | 2–1 | 1–2 | 1–0 | 1–0 | 0–1 | 0–1 | 0–0 | 1–1 | 0–1 |
| Bologna          | 2–1 |     | 1–2 | 1–0 | 3–1 | 0–0 | 0–1 | 0–1 | 1–2 | 0–0 | 0–0 | 2–2 | 0–2 | 1–1 | 3–1 | 2–0 | 3–1 | 0–0 | 1–1 | 0–1 |
| Brescia          | 1–0 | 1–1 |     | 2–0 | 1–0 | 1–1 | 0–3 | 0–3 | 0–2 | 0–1 | 2–3 | 2–1 | 0–0 | 0–2 | 3–1 | 2–0 | 0–1 | 0–1 | 0–1 | 0–1 |
| Cagliari         | 3–3 | 1–0 | 2–1 |     | 4–2 | 1–0 | 3–3 | 1–1 | 1–1 | 3–1 | 0–0 | 2–1 | 0–1 | 0–0 | 2–1 | 1–1 | 3–0 | 0–0 | 2–0 | 1–1 |
| Chievo Verona    | 1–0 | 1–0 | 3–1 | 1–1 |     | 1–2 | 2–2 | 0–1 | 0–1 | 2–1 | 1–0 | 1–0 | 0–1 | 2–1 | 2–0 | 0–0 | 2–2 | 0–2 | 1–3 | 0–0 |
| Fiorentina       | 0–0 | 1–0 | 3–0 | 2–1 | 2–0 |     | 1–1 | 3–3 | 2–3 | 4–0 | 1–1 | 1–1 | 1–2 | 1–2 | 2–1 | 2–1 | 1–2 | 0–2 | 0–0 | 2–2 |
| Inter Mediolan   | 1–0 | 2–2 | 1–0 | 2–0 | 1–1 | 3–2 |     | 2–2 | 1–1 | 2–1 | 1–0 | 5–0 | 0–1 | 1–1 | 2–2 | 0–0 | 2–0 | 3–2 | 2–0 | 3–1 |
| Juventus         | 2–0 | 2–1 | 2–0 | 4–2 | 3–0 | 1–0 | 0–1 |     | 2–1 | 5–2 | 4–2 | 2–1 | 0–0 | 1–1 | 2–0 | 1–0 | 2–0 | 0–1 | 3–0 | 2–1 |
| Lazio            | 2–1 | 2–1 | 0–0 | 2–3 | 0–1 | 1–1 | 1–1 | 0–1 |     | 3–3 | 3–1 | 2–0 | 1–2 | 1–3 | 2–0 | 1–1 | 3–1 | 1–2 | 1–1 | 0–1 |
| Lecce            | 1–0 | 1–1 | 4–1 | 3–1 | 3–0 | 2–2 | 2–2 | 0–1 | 5–3 |     | 3–2 | 1–0 | 2–2 | 2–0 | 3–3 | 1–1 | 1–1 | 1–4 | 2–2 | 3–4 |
| Livorno          | 1–1 | 1–0 | 2–1 | 3–3 | 1–2 | 2–0 | 0–2 | 2–2 | 1–0 | 1–0 |     | 3–1 | 1–0 | 2–2 | 2–0 | 1–1 | 0–2 | 1–0 | 3–6 | 1–2 |
| Messina          | 1–0 | 0–0 | 2–0 | 2–1 | 0–0 | 1–1 | 2–1 | 0–0 | 1–0 | 1–4 | 1–1 |     | 1–4 | 0–0 | 1–0 | 2–1 | 4–3 | 2–2 | 4–1 | 1–0 |
| Milan            | 3–0 | 0–1 | 1–1 | 1–0 | 1–0 | 6–0 | 0–0 | 0–1 | 2–1 | 5–2 | 2–2 | 1–2 |     | 3–3 | 3–0 | 3–1 | 1–1 | 1–0 | 2–1 | 3–1 |
| Palermo          | 1–0 | 1–0 | 3–3 | 3–0 | 2–2 | 0–0 | 0–2 | 1–0 | 3–3 | 3–2 | 1–2 | 2–1 | 0–0 |     | 1–1 | 1–1 | 2–0 | 2–0 | 1–0 | 1–5 |
| Parma            | 2–2 | 1–2 | 2–1 | 3–2 | 2–2 | 0–0 | 2–2 | 1–1 | 3–1 | 2–1 | 6–4 | 0–0 | 1–2 | 3–3 |     | 1–0 | 2–1 | 1–1 | 0–0 | 1–0 |
| Reggina          | 0–0 | 1–1 | 1–3 | 3–2 | 1–0 | 1–2 | 0–0 | 2–1 | 2–1 | 2–2 | 2–1 | 0–2 | 0–1 | 1–0 | 1–3 |     | 1–0 | 0–1 | 3–3 | 0–0 |
| Roma             | 2–1 | 1–1 | 2–2 | 5–1 | 0–0 | 1–0 | 3–3 | 1–2 | 0–0 | 2–2 | 3–0 | 3–2 | 0–2 | 1–1 | 5–1 | 1–2 |     | 1–1 | 0–2 | 0–3 |
| Sampdoria        | 1–2 | 0–0 | 0–1 | 0–0 | 1–0 | 3–0 | 0–1 | 0–3 | 0–1 | 3–0 | 2–0 | 1–0 | 0–1 | 1–0 | 1–0 | 3–2 | 2–1 |     | 1–1 | 2–0 |
| Siena            | 2–1 | 1–1 | 2–3 | 2–2 | 0–1 | 1–0 | 2–2 | 0–3 | 1–0 | 1–1 | 1–1 | 2–2 | 2–1 | 0–0 | 0–1 | 0–0 | 0–4 | 2–1 |     | 2–3 |
| Udinese          | 2–1 | 0–1 | 1–2 | 2–0 | 3–0 | 2–2 | 1–1 | 0–1 | 3–0 | 2–1 | 1–1 | 1–1 | 1–1 | 1–0 | 4–0 | 0–2 | 3–3 | 1–1 | 1–0 |     |

## Baraże o pozostanie
| 14 czerwca 2005 20:30 | Parma | 0:1 | Bologna · Tare 18' | Stadio Ennio Tardini, Parma Widzów: 27 333 Sędzia: Stefano Farina (Novi Ligure) |
|                       |       |     |                    |                                                                                 |

| 18 czerwca 2005 20:30 | Bologna | 0:2 | Parma · Cardone 17' · Gilardino 45+2' | Stadio Renato Dall'Ara, Bolonia Widzów: 31 882 Sędzia: Pierluigi Collina (Viareggio) |
|                       |         |     |                                       |                                                                                      |

Bologna została zdegradowana do Serie B.

## Najlepsi strzelcy
| Bramki | Strzelcy            | Drużyna        |
| ------ | ------------------- | -------------- |
| 24 (4) | Cristiano Lucarelli | Livorno        |
| 23 (4) | Alberto Gilardino   | Parma          |
| 21 (1) | Vincenzo Montella   | Roma           |
| 20 (3) | Luca Toni           | Palermo        |
| 19     | Mirko Vučinić       | Lecce          |
| 17 (1) | Andrij Szewczenko   | Milan          |
| 16     | Mauro Esposito      | Cagliari       |
| 16 (1) | Zlatan Ibrahimović  | Juventus       |
| 16 (2) | Adriano             | Inter Mediolan |
| 15     | David Di Michele    | Cagliari       |

## Skład mistrzów
| Zwycięzca Serie A 2004/05 |
| ------------------------- |
| Juventus 28 Tytuł         |

| formacja | Piłkarz (liczba meczów)   |
| --- | ------------------------- |
| Buffon Zebina Thuram Cannavaro Zambrotta Camoranesi Emerson Blasi Nedvěd Ibrahimović Del Piero | Gianluigi Buffon (37)     |
| Buffon Zebina Thuram Cannavaro Zambrotta Camoranesi Emerson Blasi Nedvěd Ibrahimović Del Piero | Jonathan Zebina (24)      |
| Buffon Zebina Thuram Cannavaro Zambrotta Camoranesi Emerson Blasi Nedvěd Ibrahimović Del Piero | Lilian Thuram (37)        |
| Buffon Zebina Thuram Cannavaro Zambrotta Camoranesi Emerson Blasi Nedvěd Ibrahimović Del Piero | Fabio Cannavaro (38)      |
| Buffon Zebina Thuram Cannavaro Zambrotta Camoranesi Emerson Blasi Nedvěd Ibrahimović Del Piero | Gianluca Zambrotta (36)   |
| Buffon Zebina Thuram Cannavaro Zambrotta Camoranesi Emerson Blasi Nedvěd Ibrahimović Del Piero | Mauro Camoranesi (36)     |
| Buffon Zebina Thuram Cannavaro Zambrotta Camoranesi Emerson Blasi Nedvěd Ibrahimović Del Piero | Emerson (33)              |
| Buffon Zebina Thuram Cannavaro Zambrotta Camoranesi Emerson Blasi Nedvěd Ibrahimović Del Piero | Manuele Blasi (27)        |
| Buffon Zebina Thuram Cannavaro Zambrotta Camoranesi Emerson Blasi Nedvěd Ibrahimović Del Piero | Pavel Nedvěd (27)         |
| Buffon Zebina Thuram Cannavaro Zambrotta Camoranesi Emerson Blasi Nedvěd Ibrahimović Del Piero | Zlatan Ibrahimović (35)   |
| Buffon Zebina Thuram Cannavaro Zambrotta Camoranesi Emerson Blasi Nedvěd Ibrahimović Del Piero | Alessandro Del Piero (30) |
| Buffon Zebina Thuram Cannavaro Zambrotta Camoranesi Emerson Blasi Nedvěd Ibrahimović Del Piero | Trener: Fabio Capello     |
| Pozostałe piłkarze: Marcelo Zalayeta (28), Gianluca Pessotto (19), Stephen Appiah (18), Rubén Olivera (18), David Trezeguet (18), Alessio Tacchinardi (16), Olivier Kapo (14), Alessandro Birindelli (12), Paolo Montero (5), Ciro Ferrara (4), Antonio Chimenti (2), Igor Tudor (2), Andrea Masiello (1), Adrian Mutu (1). |                           |